# Levegőszennyezés
A levegőszennyezés a környezetszennyezés egyik típusa. Egyik fő oka a nitrogén-dioxid tartalom emelkedése, melyhez a közlekedési járművek belsőégésű motorjainak káros kibocsátása, valamint az ipari tevékenység és az épületek fűtőberendezéseinek füstje járul hozzá jelentős mértékben. 

## A  levegő összetétele

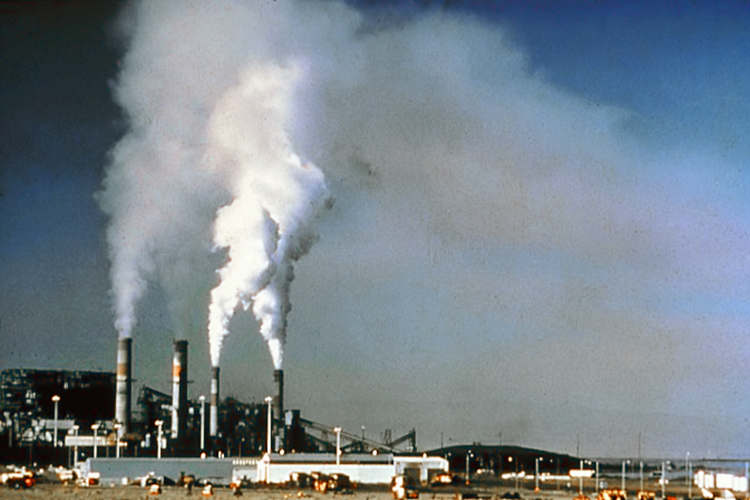
Ipari légszennyezés

A  levegő 77,9% nitrogént, 21,1% oxigént és 1% egyéb gázt és vegyületet tartalmaz.

## A szennyezett levegő forrásai

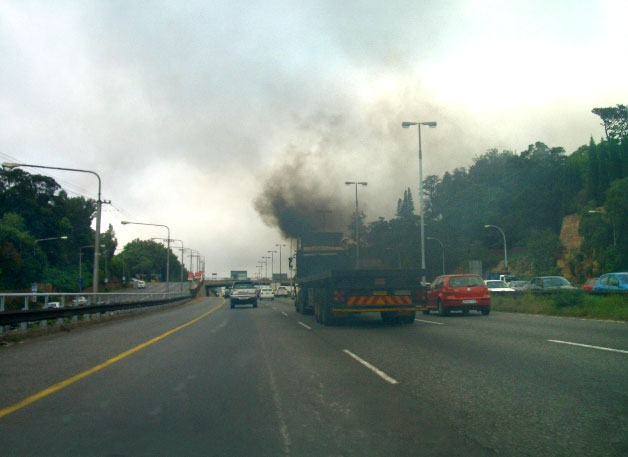
Szennyezett levegőjű közút

A levegőszennyezés fő okai közül jelentős a közlekedési járművek belsőégésű motorjainak kibocsátása, valamint az épületek fűtőberendezéseinek (kazánjainak) kibocsátása. 
A járművek kipufogógázai miatt a levegő nitrogén-dioxid tartalma az ideális 0,000002%-os tartalom felett van. A vegyületek napfény hatására fotokémiai úton szmogot és ózont hoznak létre, ami asztmát okozhat. A gépjárművek ólomszennyezése megszűnt, de tökéletes égés esetén is CO2-t (szén-dioxidot) és vízgőzt, tökéletlen égés esetén még szénhidrogéneket és szén-monoxidot is kibocsátanak, valamint súlyos probléma a szálló por kibocsátása is (fékek, autógumik az úton). A WHO becslése alapján évente 700 ezerrel kevesebb ember halna meg a fejlődő országokban, ha ezeket a levegőszennyezőket kivonnák a forgalomból. Bár az elektromos autók motorjában káros kibocsátás nem keletkezik, de a már elhasznált akkumulátorok tárolása és újrahasznosítása is nagyon káros a környezetre. A Világbank 2010-re 816,4 millióra teszi a motoros járművek számát, szemben az 1990-es 586 milliós adattal.
További emberi tevékenységből származó levegőszennyezés az energiatermelés, ipar, állattenyésztés, hulladékok kezelése, ill. egyéb emberi tevékenységek, pl. hulladéklerakók metánfejlődése, hűtőgépek freon közegei, szennyvíziszapból fejlődő gázok. 
Természetes források a vulkánok, az erdőtüzek, növények korhadása, különböző porok.

## Egészségügyi hatásai

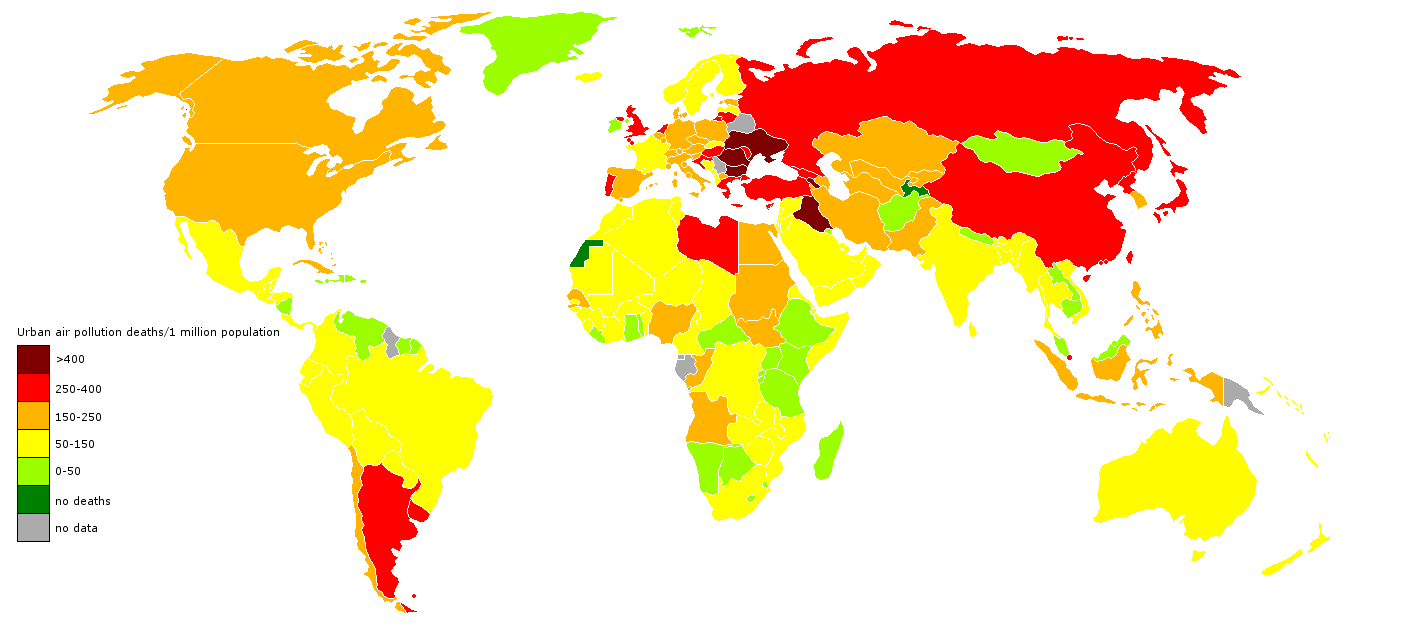
A légszennyezés okozta halálesetek számát országonként bemutató térkép a WHO 2004-es adatai alapján

Egy, az Environmental Health Perspectives-ben megjelent tanulmány szerint az erősen szennyezett környezetben élő várandós nők, anyák kétszer nagyobb eséllyel autista gyermeket szülnek, mint a tisztább vidéken élők. A légszennyezés a környezeti hatásokkal összefüggő korai halálozás fő oka az Európai Környezetvédelmi Ügynökség adatai szerint. A probléma értelemszerűen jelentősebb a városokban, ahol az Unió állampolgárainak kétharmada él. Az adatok alapján az európai városok kétharmada megszegi a WHO által megállapított egészségügyi határértékeket. A légszennyezés olyan károkat okoz, mint az elkerülhető, korai halálozás, orvosi kezelések költsége, kiesett munkanapok és egyéb egészségügyi költségek.

## A csernobili katasztrófa
A világ eddigi legsúlyosabb nukleáris katasztrófája, a csernobili atomerőmű robbanás, 1986. április 26-án történt. A szerencsétlenség azonnal 31 áldozatot követelt, akik a reaktor közelében voltak. További 135 ezer ukrajnai és belorusz lakost kellett kitelepíteni a Krím-félszigetre és környékére a mintegy 190 km²-nyi fertőzött területről. A pajzsmirigyrákos gyermek-megbetegedések száma azóta is tízszeres a térségben. A sugárzásos megbetegedések többsége, így a leukémia is, néha csak évtizedekkel a fertőzés után alakul ki, így nem lehet tudni pontosan, hogy milyen következményeket okoz a radioaktív céziummal és stronciummal teli környezet. Eleinte Magyarország, Szlovákia és Románia felé haladt a szennyezett felhő, de végül északnyugat felé fújta azt a szél.

## Felvilágosítás, és motiválási lehetőségek
A légszennyezés jellege olyan, hogy a szennyezést okozó személy vagy berendezés működése nem látszik azonnal károsnak, vagy anyagi okokból ideiglenesen elviselhetőnek tűnik. Pl. a jelenleg üzemelő gépjárművek többsége fosszilis üzemanyaggal működik, és az ösztönzés az elektromos- vagy hidrogénüzemre az üzemanyag adójával, vagy kedvezményes közlekedési bérlettel eddig nem bizonyult elég hatékonynak. Kedvező, kevésbé költségigényes eljárásnak látszik a fosszilis tüzelésű gépjárművek motorcseréje, amire Franciaországban és Angliában, Németországban buszok esetén van példa.  
A fűtési lehetőségek közül a szilárd tüzelőanyagos fűtés a legproblémásabb, mivel részben a tüzelőberendezés, részben a lakás kialakítása is hozzájárul a fűtés mértékéhez. Energiaszegény körülmények mellett a szociális lakásfelújítás szükséges volna, ez lényegesen csökkentené magát a teljesítmény igényt, másrészt a jövőben várható szociális támogatások mértékét is. Az épület felújítása után lehet pontosan meghatározni a szükséges (már kisebb) fűtési teljesítmény igényt. A fűtőberendezések terén szemléletváltás, és támogató pályázatok is szükséges, mert egy kis vaskályhás fűtést túlzás lenne állandó lakás tervezhető fűtőberendezésének nevezni. De még egy kis vaskályha hatásfoka is javítható lenne pl. hődobbal, vagy egyéb szűrőkkel, amit a kereskedelmi forgalomban is  be kellene mutatni. Lengyelországban az automatikus adagolású szilárd tüzelést támogatják, amely jelentősen jobb kibocsátási adatokkal rendelkezik.  
Szükséges volna a távfűtés átgondolása, ami eredetileg a hőerőművek fölösleges, hulladék kondenzációs hőjének hasznosítására lett kitalálva. A mai igények gyors növekedésével viszont gáztüzelésű kazánok beiktatására is sor került, ami rosszabb hatásfokkal működik, mint ha a helyi gázkazános lakásfűtést valósítottak volna meg. A nyári időben a meleg víz igény fedezésére üzemben tartott nagy kazánok hatásfoka ugyancsak rendkívül alacsony, ezért helyenként napkollektoros meleg víz készítésre álltak át. Egyúttal látszik, hogy távfűtésbe is megújuló energiát (hulladékhőt, vagy pl. geotermikus energiát) érdemes bekapcsolni. 